# Rodolfo Camacho
Rodolfo Antonio Camacho Duarte (Susacón, 17 de octubre de 1975-San Cristóbal, 6 de agosto de 2016) fue un ciclista profesional venezolano.
Compitió en la Vuelta al Táchira y Vuelta a Venezuela, además de estar en otras competiciones nacionales. Rodolfo fue asesinado junto a su hijo en su casa de la ciudad de San Cristóbal.

## Palmarés
1999
- 1.º en 12.ª etapa Vuelta al Táchira,  Venezuela
- 2.º en 12.ª etapa Vuelta a Venezuela, Carúpano  Venezuela

2000
- 1.º en 12.ª etapa Vuelta a Venezuela, San Cristóbal  Venezuela

2001
- 1.º en Clasificación General Final Tour de Guadalupe  Guadalupe
- 2.º en 2.ª etapa Vuelta a Bramón, Delicias  Venezuela
- 3.º en Clasificación General Final Vuelta a Bramón  Venezuela
- 1.º en 8.ª etapa Vuelta al Táchira, La Grita  Venezuela
- 3.º en 8.ª etapa Vuelta a Colombia, Manizales  Colombia

2002
- 3.º en Clasificación General Final Tour de Guadalupe  Guadalupe
- 3.º en 6.ª etapa Vuelta a Colombia, Bogotá  Colombia
- 3.º en 9.ª etapa Vuelta a Colombia, Cali  Colombia

2004
- 3.º en 14.ª etapa Vuelta al Táchira  Venezuela

2006
- 1.º en 7.ª etapa parte B Vuelta Internacional al Estado Trujillo, Carvajal  Venezuela
- 3.º en 12.ª etapa Vuelta a Colombia, Bolívar  Colombia

2007
- 1.º en 8.ª etapa Clásico Ciclístico Banfoandes, Cordero  Venezuela

2008
- 1.º en 3.ª etapa Clásico Virgen de la Consolación de Táriba, Lobatera  Venezuela
- 1.º en 10.ª etapa Clásico Ciclístico Banfoandes  Venezuela
- 3.º en Clasificación General Final Clásico Ciclístico Banfoandes  Venezuela
- 3.º en 3.ª etapa Vuelta a Bramón  Venezuela

2009
- 5.º en 8.ª etapa Vuelta a Venezuela, Sanare  Venezuela
- 6.º en Clasificación General Final Vuelta a Venezuela  Venezuela
- 2.º en 1.ª etapa GP Alto Apure, El Nula  Venezuela

2010
- 2.º en 3.ª etapa Vuelta Internacional al Estado Trujillo,  Venezuela
- 5.º en Clasificación General Final Vuelta Internacional al Estado Trujillo  Venezuela

2011
- 4.º en Clasificación General Final Vuelta a Bramón  Venezuela

2012
- 2.º en 2.ª etapa Clásico Ruta de la Victoria, Trujillo  Venezuela

## Equipos
- 1993  Desurca Cadafe
- 2001  Triple Gordo
- 2003  Gobernación del Zulia
- 2005  Lotería del Táchira
- 2009  Lotería del Táchira